# Sambo na Igrzyskach Azjatyckich 2018
Sambo na Igrzyskach Azjatyckich 2018 – jedna z dyscyplin rozgrywana podczas igrzysk azjatyckich w Dżakarcie i Palembangu. Zawody odbyły się w dniach 31 sierpnia – 1 września w Jakarta Convention Center w stolicy Indonezji. Do rywalizacji w czterech konkurencjach przystąpiło 80 zawodników z 19 państw.

## Uczestnicy
W zawodach wzięło udział 80 zawodników z 19 państw.
| Reprezentacja    | Liczba zawodników |
| ---------------- | ----------------- |
| Afganistan       | 1                 |
| Bahrajn          | 1                 |
| Chińskie Tajpej  | 1                 |
| Indie            | 5                 |
| Indonezja        | 8                 |
| Irak             | 1                 |
| Iran             | 4                 |
| Japonia          | 3                 |
| Kazachstan       | 8                 |
| Kirgistan        | 8                 |
| Liban            | 4                 |
| Malezja          | 2                 |
| Mongolia         | 8                 |
| Syria            | 2                 |
| Tadżykistan      | 4                 |
| Tajlandia        | 4                 |
| Turkmenistan     | 7                 |
| Uzbekistan       | 8                 |
| Wietnam          | 1                 |
| 19 reprezentacji | 80                |

## Medaliści
| Konkurencja | Złoto                  | Srebro                  | Brąz                    |           |
| Mężczyźni   | Mężczyźni              | Mężczyźni               | Mężczyźni               | Mężczyźni |
| ----------- | ---------------------- | ----------------------- | ----------------------- | --------- |
| –52 kg      | Bagłan Ibragim         | Szaaluu Erdenebaatar    | Bejmbet Kanżanow        | [ 3 ]     |
| –52 kg      | Bagłan Ibragim         | Szaaluu Erdenebaatar    | Akhmad Rakhmatilloev    | [ 3 ]     |
| –90 kg      | Kamoliddin Kholmamatov | Umed Chasanbekow        | Komronszoch Ustopirijon | [ 4 ]     |
| –90 kg      | Kamoliddin Kholmamatov | Umed Chasanbekow        | Alibek Zekenow          | [ 4 ]     |
| Kobiety     |                        |                         |                         |           |
| –48 kg      | Ganbaatar Naranceceg   | Baasansuren Ojdowczimed | Nodira Gulova           | [ 5 ]     |
| –48 kg      | Ganbaatar Naranceceg   | Baasansuren Ojdowczimed | Ajżan Żyłkybajewa       | [ 5 ]     |
| –68 kg      | Dildasz Kuryszbajewa   | Nilufar Davletova       | Cog-Oczir Batceceg      | [ 6 ]     |
| –68 kg      | Dildasz Kuryszbajewa   | Nilufar Davletova       | Natsuki Tomi            | [ 6 ]     |

## Tabela medalowa
| Pozycja | Reprezentacja | Złoto | Srebro | Brąz | Razem |
| ------- | ------------- | ----- | ------ | ---- | ----- |
| 1.      | Kazachstan    | 2     | 0      | 3    | 5     |
| 2.      | Mongolia      | 1     | 2      | 1    | 4     |
| 3.      | Uzbekistan    | 1     | 1      | 2    | 4     |
| 4.      | Tadżykistan   | 0     | 1      | 1    | 2     |
| 5.      | Japonia       | 0     | 0      | 1    | 1     |
| Razem   | Razem         | 4     | 4      | 8    | 16    |